# Ту-160
Ту-160 (заводско обозначение: „Изделие 70“; условно наименование в НАТО: Blackjack) е съветски свръхзвуков стратегически бомбардировач-ракетоносец с крило с изменяема стреловидност, разработен от Конструкторско бюро Туполев. Той е най-големият и най-мощен сръхзвуков самолет и самолет с изменяема геометрия на крилете в историята на военната авиация. Наричан от своите пилоти „Белия лебед“.

## История на създаването
През 60-те години на 20 век в СССР, политиката провеждана от Никита Хрушчов довежда до това че, през 70 години СССР разполага с мощни ракетно-ядрени сили за нападение, но стратегическата авиация има на разположение само дозвуковите бомбардирачи Ту-95 и М-4, неспособни да преодолеят ПВО на страните от НАТО по това време. Първият полет на Ту-160 е извършен на 18 декември 1981 г.

## Въоръжение
В двата вътрешно фюзелажни отсека може да се побере до 40 тона въоръжение, включително няколко вида управляеми ракети, управляеми и свободно падащи бомби и други средства на нападение в това число и ядрени. Разполага със стратегически крилати ракети Х-55(12 единици на две многопозиционни ПУ барабанен тип). Те са предназначени за поразяване на стационарни цели с предварително зададени координати, които се програмират в ракетата преди излитане. Противокорабният вариант на ракетата има радиолокационна глава за насочване.
За поразяване на цели на малка далечина се използва аеродинамичната свръхзвукова ракета Х-15 до 24 броя в четири пускови установки.
Бомбеното въоръжение на Ту-160 се разглежда като вторично ударно въоръжение, предназначено за поразяване на цели, които не са поразени при ракетния удар на бомбадировача. В отсека за въоръжение са разположени бомби с различни насочващи глави, в това число и най-голямата руска лазерна бомба КАБ-1500 с тегло 1500 кг.
Самолетът може да носи на борда си до 40 000 кг свободно падащи бомби с различен калибър, в това число ядрени, различни касетъчни бомби, морски мини и друго въоръжение.
В перспектива се планира да се интегрира ново въоръжение, което се състои от високоточните крилати ракети Х-555 и Х-101, имащи по-голяма дължина на полета, и са предназначени за поразяване на стратегически цели, а също така и тактически наземни и морски цели.

## Характеристики (Ту-160)
- Екипаж: 4 (пилот, втори пилот, бомбардировач, оператор на защитните системи)
- Дължина:54.1 м
- Крило:
- Височина:13.10 м
- Площ на крилото:
- Разтегнато:400 м² (4,310 фут²)
- Прибрано:360 м² (3,875 фут²)
- Тегло празен:110т
- Натоварен тегло:268т
- Максимално излетно тегло:275т
- Двигатели 4 х Кузнецов НК-32

### Експлотационни характеристики
- Максимална скорост:2220 км/ч 2.05Мах
- Далечина на полета:17400 км
- Боен радиус:10500 км
- Скороподемност:70 м/с
- Натоварване на крилото:743 кг/м2
- Таговъоръжение 0.37

## На въоръжение
- Русия -20

### Изведен от експлоатация
- СССР
- Украйна

## Фолклор
На 10 май 2014 г. на руския вицепремиер Дмитрий Рогозин е отказано преминаването през въздушното пространство на Румъния. Това е по повод на въведените санкции от ЕС към Русия . В резултат руският вицепремиер пише в популярна, социална медия, че следващият път ще долети с Ту-160 . МВнР на Румъния поиска обяснение . Дмитрий Рогозин е известен със своя остър език и нетърпящ възражение нрав .